# SN 2011dc
SN 2011dc – supernowa typu Ib odkryta 14 maja 2011 roku w galaktyce A145856+6554. W momencie odkrycia miała maksymalną jasność 17,00m.